# John Hall Gladstone
John Hall Gladstone FRS (Londres, 7 de março de 1827 — Londres 6 de outubro de 1902) foi um químico britânico.
Foi presidente da Physical Society of London entre 1874 e 1876, e durante 1877–1879 foi presidente da Chemical Society. Além da química, campo no qual suas mais notáveis publicações investigaram a halogenação da borracha, investigou óptica e espectroscopia.
Foi o primeiro presidente da Physical Society of London.